# Eckhard Isenberg
Eckhard Isenberg (geb. 1962 in Paderborn) ist ein rheinischer Kirchenmusiker und Orgelsachverständiger. 

## Leben und Wirken
Eckhard Isenberg wurde 1962 in Paderborn geboren. Er studierte in Köln Schulmusik, Katholische Kirchenmusik und Katholische Theologie. 1989 legte er das A-Examen für Kirchenmusik und 1991 die Künstlerische Reifeprüfung für Orgel ab. Neben seiner Tätigkeit als Kantor, zunächst  in der Pfarrei St. Johann Baptist, danach in der Pfarrei St. Pankratius am Worringer Bruch, verfasste er verschiedene orgelkundliche Werke, meist zusammen mit Karl-Heinz Göttert. 2005 wurde Isenberg zum Orgelsachverständigen des Erzbistums Köln ernannt. Vom Männer-Gesangverein Worringen 1848 e.V. wurde er zum „Ehrenchorleiter“ ernannt.

## Veröffentlichungen
Eckhard Isenberg zusammen mit Karl-Heinz Göttert:
- Orgelführer Deutschland. 2 Bände. Bärenreiter, Kassel 1998, 2008.
- Orgeln in Köln. Bachem, Köln 1998, ISBN 3-7616-1321-0.
- Orgelführer Europa. Bärenreiter, Kassel 2000, ISBN 3-7618-1475-5.
- Orgeln! Orgeln! Bärenreiter, Kassel 2002, ISBN 3-7618-1566-2 (3. Auf. 2012).
- Orgeln im Ruhrgebiet. Bachem, Köln 2010, ISBN 978-3-7616-2347-3.